# Dubai Tennis Championships
El Torneig de Dubai, oficialment conegut com a Dubai Duty Free Tennis Championships, és un torneig professional de tennis que es disputa anualment sobre pista dura al Dubai Duty Free Tennis Stadium (anteriorment Aviation Club Tennis Centre) al barri Garhoud de Dubai, Emirats Àrabs Units. Està organitzat per Dubai Duty Free i sota el patrocini del xeic Muhammad bin Rashid Al Maktum, emir de Dubai. Des de l'any 1993 forma part del calendari del circuit de l'ATP, actualment en dins les sèries ATP World Tour 500, i des del 2001 també es va incloure en el circuit femení de la WTA, actualment en els Premier Tournaments.
Els tennistes Roger Federer i Justine Henin tenen els rècords de títols amb sis i quatre respectivament.

## Afer Shahar Pe'er
Durant el febrer de 2009, l'organització del torneig va impedir la participació en el torneig a la tennista israeliana Shahar Pe'er perquè els Emirats Àrabs Units no manté relacions diplomàtiques amb Israel i les autoritats li van denegar el seu visat. El director del torneig, Salah Tahlak, va explicar que la participació de Pe'er fou refusada perquè la seva aparició podria incitar a la violència en un país àrab després de les protestes que es van produir durant la celebració del ASB Classic a causa del conflicte Israel-Gaza de 2008-2009.
Diverses tennistes importants van condemnar aquesta acció perquè Pe'er s'havia guanyat el dret a jugar qualsevol torneig del circuit. Larry Scott, president executiu de la WTA es va mostrar molt decebut per aquesta decisió però que aquest fet no quedaria impune i tindria conseqüències en futures revisions del circuit pel que fa al torneig de Dubai. Les reaccions immediates foren que el canal de televisió Tennis Channel no va retransmetre l'esdeveniment i el dirari The Wall Street Journal va retirar el seu patrocini. Scott també va explicar que la WTA havia considerat la cancel·lació del torneig però ho va declinar després de consultar-ho amb Pe'er.
L'expulsió de tennistes a causa de problemes de visat, viola les normes de la WTA, de manera que l'organització del circuit va castigar el torneig amb una multa de US$ 300.000. Addicionalment, el circuit també va exigir als organitzadors del torneig que havien de garantir els visats de tots els tennistes classificats durant almenys vuit setmanes per les successives edicions. Per altra banda, Shahar Pe'er for recompensada amb US$ 44.250 que igualava el premi aconseguit per la tennista en l'edició del 2008.

## Palmarès

### Individual masculí
| Any  | Campió                | Finalista             | Resultat           |
| ---- | --------------------- | --------------------- | ------------------ |
| 2025 | Stéfanos Tsitsipàs    | Félix Auger-Aliassime | 6−3, 6−3           |
| 2024 | Ugo Humbert           | Alexander Bublik      | 6−4, 6−3           |
| 2023 | Daniïl Medvédev       | Andrei Rubliov        | 6−2, 6−2           |
| 2022 | Andrei Rubliov        | Jiří Veselý           | 6−3, 6−4           |
| 2021 | Aslan Karatsev        | Lloyd Harris          | 6−3, 6−2           |
| 2020 | Novak Đoković (5)     | Stéfanos Tsitsipàs    | 6−3, 6−4           |
| 2019 | Roger Federer (8)     | Stéfanos Tsitsipàs    | 6−4, 6−4           |
| 2018 | Roberto Bautista Agut | Lucas Pouille         | 6−3, 6−4           |
| 2017 | Andy Murray           | Fernando Verdasco     | 6−3, 6−2           |
| 2016 | Stan Wawrinka         | Markos Bagdatís       | 6−4, 7−6(13)       |
| 2015 | Roger Federer         | Novak Đoković         | 3−6, 6−4, 6−3      |
| 2014 | Roger Federer         | Tomáš Berdych         | 3−6, 6−4, 6−3      |
| 2013 | Novak Đoković         | Tomáš Berdych         | 7−5, 6−3           |
| 2012 | Roger Federer         | Andy Murray           | 7−5, 6−4           |
| 2011 | Novak Đoković         | Roger Federer         | 6−3, 6−3           |
| 2010 | Novak Đoković         | Mikhaïl Iujni         | 7−5, 5−7, 6−3      |
| 2009 | Novak Đoković         | David Ferrer          | 7−5, 6−3           |
| 2008 | Andy Roddick          | Feliciano López       | 6−7(8), 6−4, 6−2   |
| 2007 | Roger Federer         | Mikhaïl Iujni         | 6−4, 6−3           |
| 2006 | Rafael Nadal          | Roger Federer         | 2−6, 6−4, 6−4      |
| 2005 | Roger Federer         | Ivan Ljubičić         | 6−1, 6−7(6), 6−3   |
| 2004 | Roger Federer         | Feliciano López       | 4−6, 6−1, 6−2      |
| 2003 | Roger Federer         | Jiri Novak            | 6−1, 7−6(2)        |
| 2002 | Fabrice Santoro       | Younes El Aynaoui     | 6−4, 3−6, 6−3      |
| 2001 | Juan Carlos Ferrero   | Marat Safin           | 6−2, 3−1, retirada |
| 2000 | Nicolas Kiefer        | Juan Carlos Ferrero   | 7−5, 4−6, 6−3      |
| 1999 | Jerome Golmard        | Nicolas Kiefer        | 6−4, 6−2           |
| 1998 | Àlex Corretja         | Fèlix Mantilla        | 7−6(0), 6−1        |
| 1997 | Thomas Muster         | Goran Ivanisevic      | 7−5, 7−6(3)        |
| 1996 | Goran Ivanisevic      | Albert Costa          | 6−4, 6−3           |
| 1995 | Wayne Ferreira        | Andrea Gaudenzi       | 6−3, 6−3           |
| 1994 | Magnus Gustafsson     | Sergi Bruguera        | 6−4, 6−2           |
| 1993 | Karel Nováček         | Fabrice Santoro       | 6−4, 7−5           |

### Individual femení
| Any  | Campiona            | Finalista            | Resultat         | Categoria |
| ---- | ------------------- | -------------------- | ---------------- | --------- |
| 2025 | Mirra Andreeva      | Clara Tauson         | 7−6(1), 6−1      | WTA 1000  |
| 2024 | Jasmine Paolini     | Anna Kalinskaya      | 4−6, 7−5, 7−5    | WTA 1000  |
| 2023 | Barbora Krejčíková  | Iga Świątek          | 6−4, 6−2         | WTA 1000  |
| 2022 | Jeļena Ostapenko    | Veronika Kudermétova | 6−0, 6−4         | WTA 500   |
| 2021 | Garbiñe Muguruza    | Barbora Krejčíková   | 7−6(6), 6−3      | WTA 1000  |
| 2020 | Simona Halep (2)    | Ielena Ribàkina      | 3−6, 6−3, 7−6(5) | Premier   |
| 2019 | Belinda Bencic      | Petra Kvitová        | 6−3, 1−6, 6−2    | Premier 5 |
| 2018 | Elina Svitòlina (2) | Dària Kassàtkina     | 6−4, 6−0         | Premier   |
| 2017 | Elina Svitòlina     | Caroline Wozniacki   | 6−4, 6−2         | Premier 5 |
| 2016 | Sara Errani         | Barbora Strýcová     | 6−0, 6−2         | Premier   |
| 2015 | Simona Halep        | Karolína Plíšková    | 6−4, 7−6(4)      | Premier 5 |
| 2014 | Venus Williams (3)  | Alizé Cornet         | 6−3, 6−0         | Premier   |
| 2013 | Petra Kvitová       | Sara Errani          | 6−2, 1−6, 6−1    | Premier   |
| 2012 | Agnieszka Radwańska | Julia Görges         | 7−5, 6−4         | Premier   |
| 2011 | Caroline Wozniacki  | Svetlana Kuznetsova  | 6−1, 6−3         | Premier 5 |
| 2010 | Venus Williams      | Viktória Azàrenka    | 6−3, 7−5         | Premier 5 |
| 2009 | Venus Williams      | Virginie Razzano     | 6−4, 6−2         | Premier 5 |
| 2008 | Ielena Dementieva   | Svetlana Kuznetsova  | 4−6, 6−3, 6−2    | Tier II   |
| 2007 | Justine Henin (4)   | Amelie Mauresmo      | 6−4, 7−5         | Tier II   |
| 2006 | Justine Henin       | Maria Xaràpova       | 7−5, 6−2         | Tier II   |
| 2005 | Lindsay Davenport   | Jelena Janković      | 6−4, 3−6, 6−4    | Tier II   |
| 2004 | Justine Henin       | Svetlana Kuznetsova  | 7−6(3), 6−3      | Tier II   |
| 2003 | Justine Henin       | Monica Seles         | 4−6, 7−6(4), 7−5 | Tier II   |
| 2002 | Amelie Mauresmo     | Sandrine Testud      | 6−4, 7−6(3)      | Tier II   |
| 2001 | Martina Hingis      | Nathalie Tauziat     | 6−4, 6−4         | Tier II   |

### Dobles masculins
| Any  | Campions                             | Finalistes                           | Resultat             |
| ---- | ------------------------------------ | ------------------------------------ | -------------------- |
| 2025 | Yuki Bhambri Alexei Popyrin          | Harri Heliövaara Henry Patten        | 3−6, 7−6(12), [10−8] |
| 2024 | Tallon Griekspoor Jan-Lennard Struff | Ivan Dodig Austin Krajicek           | 6−4, 4−6, [10−6]     |
| 2023 | Maxime Cressy Fabrice Martin         | Lloyd Glasspool Harri Heliövaara     | 7−6(2), 6−4          |
| 2022 | Tim Pütz Michael Venus               | Nikola Mektić Mate Pavić             | 6−3, 6−7(5), [16−14] |
| 2021 | Juan Sebastián Cabal Robert Farah    | Nikola Mektić Mate Pavić             | 7−6(0), 7−6(4)       |
| 2020 | John Peers Michael Venus             | Raven Klaasen Oliver Marach          | 6−3, 6−2             |
| 2019 | Rajeev Ram Joe Salisbury             | Ben McLachlan Jan-Lennard Struff     | 7−6(4), 6−3          |
| 2018 | Jean-Julien Rojer Horia Tecău (2)    | James Cerretani Leander Paes         | 6−2, 7−6(2)          |
| 2017 | Jean-Julien Rojer Horia Tecău        | Rohan Bopanna Marcin Matkowski       | 4−6, 6−3, [10−3]     |
| 2016 | Simone Bolelli Andreas Seppi         | Feliciano López Marc López           | 6−2, 3−6, [14−12]    |
| 2015 | Rohan Bopanna Daniel Nestor          | Aisam-Ul-Haq Qureshi Nenad Zimonjić  | 6−4, 6−1             |
| 2014 | Rohan Bopanna Aisam-ul-Haq Qureshi   | Daniel Nestor Nenad Zimonjić         | 6−4, 6−3             |
| 2013 | Mahesh Bhupathi Michaël Llodra       | Robert Lindstedt Nenad Zimonjić      | 7−6(6), 7−6(6)       |
| 2012 | Mahesh Bhupathi Rohan Bopanna        | Mariusz Fyrstenberg Marcin Matkowski | 6−4, 3−6, [10−5]     |
| 2011 | Serhí Stakhovski Mikhaïl Iujni       | Jérémy Chardy Feliciano López        | 4−6, 6−3, [10−3]     |
| 2010 | Simon Aspelin Paul Hanley            | Lukáš Dlouhý Leander Paes            | 6−2, 6−3             |
| 2009 | Rik De Voest Dmitri Tursúnov         | Martin Damm Robert Lindstedt         | 4−6, 6−3, [10−5]     |
| 2008 | Mahesh Bhupathi Mark Knowles         | Martin Damm Pavel Vízner             | 7−5, 7−6             |
| 2007 | Fabrice Santoro Nenad Zimonjić       | Mahesh Bhupathi Radek Štěpánek       | 7−5, 6−7, [10−7]     |
| 2006 | Paul Hanley Kevin Ullyett            | Mark Knowles Daniel Nestor           | 1−6, 6−2, [10−1]     |
| 2005 | Martin Damm Radek Štěpánek           | Jonas Björkman Fabrice Santoro       | 6−2, 6−4             |
| 2004 | Mahesh Bhupathi Fabrice Santoro      | Jonas Björkman Leander Paes          | 6−2, 4−6, 6−4        |
| 2003 | Leander Paes David Rikl              | Wayne Black Kevin Ullyett            | 6−3, 6−0             |
| 2002 | Mark Knowles Daniel Nestor           | Joshua Eagle Sandon Stolle           | 3−6, 6−3, [13−11]    |
| 2001 | Joshua Eagle Sandon Stolle           | Daniel Nestor Nenad Zimonjić         | 6−4, 6−4             |
| 2000 | Jiří Novák David Rikl                | Robbie Koenig Peter Tramacchi        | 6-2, 7-5             |
| 1999 | Wayne Black Sandon Stolle            | David Adams John-Laffnie de Jager    | 4−6, 6−1, 6−4        |
| 1998 | Mahesh Bhupathi Leander Paes         | Donald Johnson Francisco Montana     | 6−2, 7−5             |
| 1997 | Sander Groen Goran Ivanišević        | Sandon Stolle Cyril Suk              | 7−6, 6−3             |
| 1996 | Grant Connell Byron Black            | Karel Nováček Jiří Novák             | 6−0, 6−1             |
| 1995 | Grant Connell Patrick Galbraith      | Tomás Carbonell Francisco Roig       | 6−2, 4−6, 6−3        |
| 1994 | Todd Woodbridge Mark Woodforde       | Darren Cahill John Fitzgerald        | 6−7, 6−4, 6−2        |
| 1993 | John Fitzgerald Anders Järryd        | Grant Connell Patrick Galbraith      | 6−2, 6−1             |

### Dobles femenins
| Any  | Campiones                                    | Finalistes                             | Resultat            | Categoria   |
| ---- | -------------------------------------------- | -------------------------------------- | ------------------- | ----------- |
| 2025 | Kateřina Siniaková Taylor Townsend           | Hsieh Su-wei Jeļena Ostapenko          | 7−6(5), 6−4         | WTA 1000    |
| 2024 | Storm Hunter Kateřina Siniaková              | Nicole Melichar-Martinez Ellen Perez   | 6−4, 6−2            | WTA 1000    |
| 2023 | Veronika Kudermétova Liudmila Samsonova      | Chan Hao-ching Latisha Chan            | 6−4, 6−7(4), [10−1] | WTA 1000    |
| 2022 | Veronika Kudermétova Elise Mertens           | Liudmila Kitxenok Jeļena Ostapenko     | 6−1, 6−3            | WTA 500     |
| 2021 | Alexa Guarachi Darija Jurak                  | Xu Yifan Yang Zhaoxuan                 | 6−0, 6−3            | WTA 1000    |
| 2020 | Hsieh Su-wei Barbora Strýcová (2)            | Barbora Krejčiková Zheng Saisai        | 7−5, 3−6, [10−5]    | Premier     |
| 2019 | Hsieh Su-wei Barbora Strýcová                | Lucie Hradecká Iekaterina Makàrova     | 6−4, 6−4            | Premier 5   |
| 2018 | Chan Hao-ching Yang Zhaoxuan                 | Hsieh Su-wei Peng Shuai                | 4−6, 6−2, [10−6]    | Premier     |
| 2017 | Iekaterina Makàrova Ielena Vesninà           | Andrea Hlaváčková Peng Shuai           | 6−2, 4−6, [10−7]    | Premier 5   |
| 2016 | Chuang Chia-jung Darija Jurak                | Caroline Garcia Kristina Mladenovic    | 6−4, 6−4            | Premier     |
| 2015 | Timea Babos Kristina Mladenovic              | Garbiñe Muguruza Carla Suárez Navarro  | 6−3, 6−2            | Premier 5   |
| 2014 | Al·la Kudriàvtseva Anastassia Rodiónova      | Raquel Kops-Jones Abigail Spears       | 6−2, 5−7, [10−8]    | Premier     |
| 2013 | Bethanie Mattek-Sands Sania Mirza            | Nàdia Petrova Katarina Srebotnik       | 6−4, 2−6, [10−7]    | Premier     |
| 2012 | Liezel Huber Lisa Raymond                    | Sania Mirza Ielena Vesninà             | 6−2, 6−1            | Premier     |
| 2011 | Liezel Huber María José Martínez Sánchez     | Květa Peschke Katarina Srebotnik       | 7−6(5), 6−3         | Premier 5   |
| 2010 | Núria Llagostera María José Martínez Sánchez | Květa Peschke Katarina Srebotnik       | 7−6(5), 6−4         | Premier 5   |
| 2009 | Cara Black Liezel Huber (3)                  | Maria Kirilenko Agnieszka Radwańska    | 6−3, 6−3            | Premier 5   |
| 2008 | Cara Black Liezel Huber                      | Zheng Jie Yan Zi                       | 7−5, 6−2            | WTA Tier II |
| 2007 | Cara Black Liezel Huber                      | Svetlana Kuznetsova Alicia Molik       | 7−6, 6−4            | WTA Tier II |
| 2006 | Květa Peschke Francesca Schiavone            | Svetlana Kuznetsova Nàdia Petrova      | 3−6, 7−6, 6−3       | WTA Tier II |
| 2005 | Virginia Ruano Pascual Paola Suárez          | Svetlana Kuznetsova Alicia Molik       | 6−7, 6−2, 6−1       | WTA Tier II |
| 2004 | Janette Husárová Conchita Martínez           | Svetlana Kuznetsova Ielena Likhovtseva | 6−0, 1−6, 6−3       | WTA Tier II |
| 2003 | Svetlana Kuznetsova Martina Navrátilová      | Cara Black Ielena Likhovtseva          | 6−3, 7−6            | WTA Tier II |
| 2002 | Barbara Rittner Maria Vento-Kabchi           | Sandrine Testud Roberta Vinci          | 6−3, 6−2            | WTA Tier II |
| 2001 | Yayuk Basuki Angelique Widjaja               | Åsa Svensson Karina Habšudová          | 6−0, 4−6, 6−2       | WTA Tier II |